# Взятие Ташкента (1865)
Взятие Ташкента — эпизод русско-кокандской войны, в ходе которого отряд Русской армии под руководством генерал-майора Черняева установил контроль над городом Ташкентом. Спустя год крупнейший торговый центр Средней Азии был непосредственно включён в состав империи.

## Предыстория
Стоящий в долине реки Чирчик, притока судоходной Сырдарьи Ташкент, ввиду своего географического положения считался «ключом» ко всему Туркестану. К середине XIX века город был крупнейшим центром внутренней, внешней и транзитной торговли региона. Особенно большую роль играл он в качестве узла караванных путей, связывающих среднеазиатские ханства с Казахской степью, Россией и Восточным Туркестаном. С численностью населения до ста тысяч человек, Ташкент был одним из важнейших культурных и ремесленных центров Средней Азии и самым большим городом Кокандского ханства.
Основой процветания Ташкента была торговля и обеспечение её инфраструктуры, и именно поэтому Ташкент, как, в первую очередь, торговый центр, имеющий сильную прорусскую партию, более всего был заинтересован в покровительстве России.
Недавний захват у кокандцев Чимкента, по мнению канцлера Горчакова, позволял соединить разорванные пограничные линии в единую границу, завершив намеченную правительством программу действий. Однако начальник Новококандской линии Черняев продолжал продвижение на юг, потому как на фоне усиления партии бухарских приверженцев (рост которой был обусловлен потерей надежды жителей на русское вмешательство) всё больше распространялись слухи о том, что Ташкентом собирается завладеть эмир бухарский, уже захвативший у затеявших очередную смуту кокандцев Ходжент. Это побудило Черняева ускорить реализацию своих намерений овладеть городом.
После взятия штурмом Чимкента в июле 1864 года русскими войсками под командованием М. Г. Черняева военно-политическая обстановка в регионе заставила Черняева предпринять активные действия по установлению русского контроля также над Ташкентом. В 1865 году генералу Черняеву донесли о сборе бухарских войск в Ура-Тюбе. Такое движение бухарцев давало повод думать, что они хотят взять Ташкент, который вместе с Ходжентом представлял важные стратегические пункты. Дабы предупредить бухарцев генерал Черняев двинулся к Ташкенту и после двухдневного сопротивления взял кокандское укрепление Ниазбек, владеющее водами Ташкента, хотя он и получил от военного министра приказ с запрещением «отваживаться на штурм ввиду недостаточности находящихся в его распоряжении сил».

## Расстановка сил

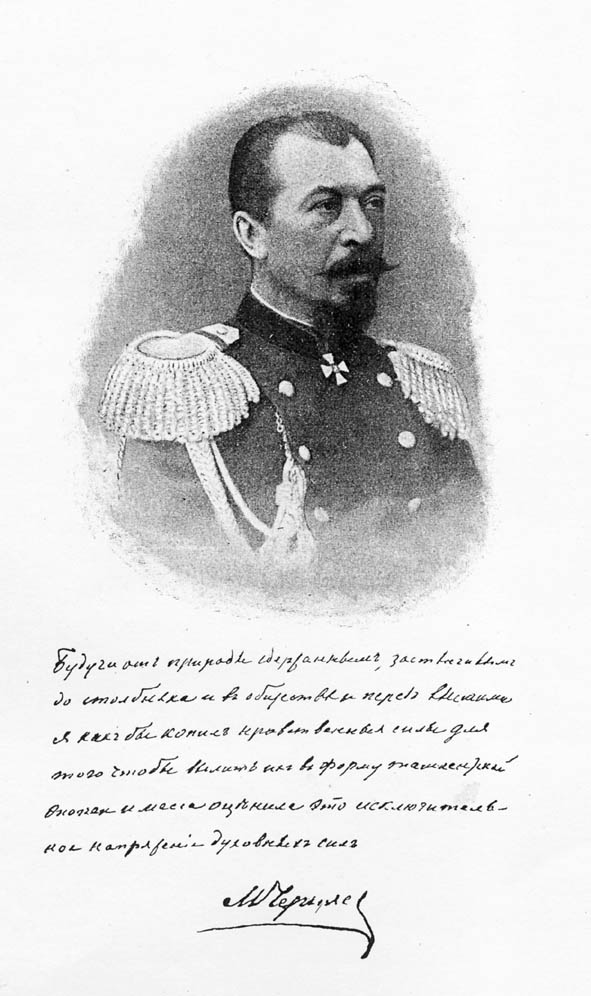
Генерал-майор Черняев М. Г.

Штурмовой отряд русских насчитывал около 1000 штыков и сабель. Одно из штурмовых подразделений возглавлял штабс-капитан Абрамов (500 солдат), другое (2 роты, 2 орудия) майор Делакроа, третье — подполковник Жемчужников (2 ½ роты, 4 орудия). Кроме того, взвод солдат и сотня казаков прикрывала тылы и защищала обозы. Из отряда были выделены гарнизоны для защиты Ниязбека, для полевого укрепления Сарытюбе, для такого же укрепления на Ногай-кургане. Особняком стоял отряд полковника Краевского (2 роты, 2 орудия, полсотни казаков), контролирующий участок кокандской дороги на Куйлюке.
Гарнизон Ташкента, хотя и значительный (15 тыс. бойцов), но, по обширности оборонительной линии, был разбросан на громадном 24-вёрстном протяжении и потому при внезапном нападении не мог сосредоточиться быстро в одном пункте против нападающего. Также и артиллерия, размещённая на множестве барбетов, не могла быть скоро сосредоточена для обороны в одном пункте.

## Первый штурм
Первая, неудачная, попытка овладеть Ташкентом была предпринята Черняевым осенью 1864 года. 1 октября 1864 года 8,5 роты пехоты при 12 орудиях подошли к Ташкенту со стороны Чимкентской дороги (Юнусабадский район) и встали лагерем в местности Ак-Курган. 15 ноября две роты подполковника Обуха пошли на штурм городской стены, но были встречены шквальным огнём. С большим трудом Черняев смог выручить залёгших под обстрелом во рву у городской стены солдат Обуха, сам подполковник Обух в этом бою был смертельно ранен. После этого Черняев отступил к холмам на городище Минг-Урюк. Русский отряд встал лагерем близ саларского моста на Куйлюкской дороге. При этом штурме погибло 18 человек, включая двух офицеров, 60 человек были ранены, включая двух смертельно раненных офицеров — подполковник Обух и подпоручик Рейхард умерли от ран в Чимкенте.

Василий Васильевич О́бух

Кокандцы, оборонявшие Ташкент, спустившись в ров, сняли одежду и отрубили головы у шести убитых солдат, оставленных во рву. Нацепив их головы на пики, они пронесли их по городу.
После отступления русских войск около 3000 ташкентцев бежало из Ташкента в города, занятые русскими, например Туркестан и Чимкент, так как боялись прихода и расправы кокандцев.

## Второй штурм
Черняев вышел из Чимкента 23 апреля 1865 года с отрядом из 8 рот пехоты, 2 сотен казаков, при 10 орудиях, позже, уже во время осады Ташкента к нему подошли две роты пехоты и два орудия.
Черняев, не имея достаточно сил для непосредственного штурма города, решил принудить Ташкент к сдаче строгой блокадой и голодом, отведя от него воду. Для этого необходимо было взять крепость Ниязбек (совр. Чирчик), расположенную в 30 верстах от Ташкента, в том месте, где громадные оросительные каналы Ташкента берут воду из реки Чирчик.
Заняв Ниязбек, Черняев двинулся к Ташкенту и остановился, выжидая благоприятной обстановки, в 8 верстах от него, на холме Сарытюбе

### Стычки в предместьях
8 (20) мая 1865 года один конный, и один пеший отряды русских войск с одной пушкой встретились с кокандскими войсками Алимкула на берегу Салара в местечках Алтын-тепа и Курганчи Назарбека (недалеко от Салара). Кокандские силы были развёрнуты по правому берегу арыка Дархан. После ожесточённого боя русские отряды отступили к Шортепе.
9 (21) мая 1865 года, основные русские силы были атакованы главными силами Кокандского ханства, только накануне пришедшими из Коканда на выручку Ташкента вместе с правителем ханства муллой Алимкулом. Мулла Алимкул с 40-тысячным отрядом, в числе которого было до 10 тысяч регулярной, форменной пехоты, при 40 орудиях, на рассвете, с залпами из всех орудий, начал наступление на русский лагерь, но после 2-часового боя кокандцы были разбиты, потеряв 2 орудия и до 300 человек убитыми, в том числе погиб и сам Алимкул. Потери отряда Черняева составили 10 раненых, 12 контуженных.
Известие о смертельном ранении муллы Алимкула внесло расстройство в ряды защитников города. Черняев не стал штурмовать город, так как был уверен, что отсутствие воды и возможно тесная блокада неминуемо отдадут город ему в руки. Между тем из Ташкента получены были сведения, что сторонники Бухарского эмирата (военные и духовенство) взяли вверх над сторонниками Российской империи (купцы и ремесленники), и что город послал депутацию в Бухару к эмиру с предложением верноподданства. Это заставило Черняева сойти с кокандской дороги на восточной стороне Ташкента, и перейти на бухарскую (самаркандскую) дорогу на южной стороне города. Черняев, укрепив Сарытюбе, как промежуточный опорный пункт, поставил свой отряд между Чиназом и Ташкентом, то есть на юго-западе города.

### Принятие решения о штурме города
К середине июня, когда получены были сведения, что бухарский эмир созывает со всего Бухарского эмирата боевые силы и собирает в Уратюбе громадную армию, а сам уже выступил с регулярными войсками из Самарканда с целью выручить Ташкент и установить над ним своё влияние, Черняев решился овладеть Ташкентом штурмом. В ночь на 7 июня была предпринята разведка боем с юго-западной стороны города. В ней участвовало 2,5 роты с 4 орудиями под командованием подполковника Краевского.

### Штурм Камаланских ворот
Под покровом ночи 15 (27) июня 1865 года Черняев начал штурм Камаланских ворот города. Русские солдаты скрытно подошли к городской стене и, использовав фактор внезапности, напали на кокандский караул. Затем были установлены штурмовые лестницы и русские солдаты оказались внутри города. Застигнутый врасплох кокандский отряд сарбазов оказал весьма слабое сопротивление; большая часть бежала и только незначительная часть её легла на месте. В числе первых полезли на стену ротмистр (впоследствии генерал-майор) Вульферт, поручик (впоследствии генерал) Пётр Михайлович Шорохов и священник Малов (впоследствии протоиерей, имеющий митру и орден св. Анны 1-й степени, первый настоятель Ташкентского военного Спасо-Преображенского собора).

### Уличные бои
Овладев воротами, часть людей немедленно стала отваливать ворота, наглухо заваленные землёй, остальные бросились занимать ближайшие сады и дома, между тем подошёл майор Делакроа. Тогда Черняев направил отряд Абрамова направо, вдоль стены, на соединение с куйлюкским отрядом Краевскаго, стоявшего у юго-восточных Кокандских ворот Ташкента. Отряд Абрамова натолкнулся на отчаянное сопротивление 200 сарбазов, засевших на барбете. Решительным натиском неприятель был опрокинут и уничтожен, орудия заклёпаны и сброшены в ров и Абрамов двинулся далее. За первым был взят штыками такой же второй барбет с орудиями, за вторым третий взят был с боя; последующие же затем были оставлены защитниками, скрывшимися в город. Абрамов двигался далее, пока не дошёл до Кокандских ворот. Услышав в тылу своём крики «ура!», гарнизон бросился в город и таким образом Абрамов без сопротивления соединился с куйлюкским отрядом. Приняв к себе пехоту этого отряда, поднявшуюся на стену на ямках и ружьях, Абрамов двинулся далее, а полковник Краевский с казаками и четырьмя конными орудиями бросился наперерез бегущему в недалёком расстоянии из города неприятелю к Кашгарским воротам.
Между тем Черняев, вызвав к воротам резервы, послал вслед за Абрамовым майора Делакроа. Прибежавшие резервы направлены были занять кругом ближайшие сады, дома и улицы, которые опомнившийся неприятель стал уже снова занимать, и из-за глинобитных домов открыв огонь по цепи русских стрелков. Отбросив неприятельские отряды вглубь города, Черняев ввёл в городские улицы подле ворот, два лёгких и три батарейных орудия и открыл огонь по городу и затем, стянув к воротам и арьергард, устроил подле ворот перевязочный пункт — раненых и убитых уже набралось немало.
Почти вслед за Делакроа Черняев отправил по той же улице подполковника Жемчужникова на подкрепление Абрамова и для занятия цитадели. Таким образом, разослав по частям войска, Черняев оставил себе у Камеланских ворот только около 200 человек пехоты и полсотни казаков (остальные казаки также были разосланы). Эти силы занимали на версту от ворот две большие улицы, сады и сакли и служили прикрытием орудиям и воротам.
Хотя Делакроа двинулся тотчас же вслед за Абрамовым, но он обнаружил, что все барбеты вновь занятыми неприятелем, так что почти каждый пришлось ему брать снова штыками. Также и Жемчужников, шедший вслед за Делакроа, находил барбеты вновь занятыми сарбазами, которых приходилось также выбивать огнём и штыками. Делакроа, дойдя до Кашгарских ворот, открыл их и впустил в город с артиллерией и казаками полковника Краевскаго, а Жемчужников, заняв цитадель, в 1 ½ часов утра, присоединился к ним.
Согласно указанному плану действий, они остановились между Кашгарскими и Кокандскими воротами, где была ханская ставка, ожидать возвращения Абрамова для того, чтобы, по соединении с ним, действовать совокупными силами, или порознь, как укажут обстоятельства, и спустя несколько времени послали по разным улицам партии от 25 до 50 человек для открытия его и в случае надобности, чтобы оказать ему помощь. Абрамов с 450 человек (к нему присоединились, как сказано выше, 2 роты куйлюкского отряда) отправился далее вдоль городской стены к Карасарайским воротам, около которых по преимуществу располагалась русская партия города, с целью оказать на неё влияние. Дойдя до Карасарайских ворот, Абрамов повернул влево в город, чтобы выйти прямее к указанному пункту между Кашгарскими и Кокандскими воротами. Но лишь только он вдался в городские улицы, как встретил самое упорное сопротивление — пришлось почти каждый шаг брать боем.
Когда Абрамов соединился с отрядами Краевскаго, Жемчужникова и Делакроа у них образовалась внушительная сила почти в 900 человек. Все имеющиеся наличные силы Черняев разослал по окружающим садам, строениям и улицам, так что у него оставалось только 18 человек пехоты, несколько казаков и лазаретная прислуга, занятая перевозкой раненых. Но и 18 человек пришлось послать на подкрепление в улицу, ведущую прямо в центр города на базар. Защитники города забаррикадировали все улицы и вооружили их орудиями. Пришлось брать баррикады уже штыками. Но с слабыми силами удаляться вглубь города было невозможно, поэтому приходилось оставлять взятую баррикаду и, опрокинув неприятеля, отступать назад к воротам. Тогда неприятель снова устраивал баррикаду и снова наседал на цепь стрелков. Так держался Черняев до 5 часов, когда стали подходить к нему Абрамов, Жемчужников и другие. Прибывшими войсками быстро очищена была вся окружающая камеланские ворота местность.
В это время явилась депутация от торговцев и аксакалов (старшина) города с изъявлением покорности от торговцев и хлебопашцев.
Когда стало известно, что на базаре, в центре города, собралось до 15 тысяч защитников, которые клялись на Коране умереть за веру и за город. Тогда Черняев решил зажечь строения и дома полукругом от Камеланских ворот, чтобы отделить себя ночью огненной полосой от центра города. Окружив Камеланские ворота со стороны города густой цепью стрелков с резервами, Черняев расположил отряд на ночлег в очень тесном пространстве вокруг ворот; едва люди могли перехватить горячей пищи и немного поспать. К 5 орудиям прибавлена была двухпудовая мортира и ракетный станок с фугасными ракетами. Неприятель несколько раз порывался напасть на утомлённый русский отряд, — и вот тут оправдалась вполне предусмотрительность Черняева, неприятель, бросаясь из центра города через огненную полосу, совершенно обнаруживал себя и попадал на пули стрелков, которые, напротив, оставались в тени и были для него совершенно замаскированы. После нескольких попыток неприятель прекратил серьёзные наступления, но перестрелка не прекращалась всю ночь и по временам неприятель пытался тушить горящие строения и дома и прорваться чрез освещённую полосу более или менее значительными партиями, но попытки его не удавались.

### Сдача города
Утром 16 (28) июня 1865 Черняев командировал полковника Краевского с 3 ротами и 2 орудиями собрать сброшенные с барбетов орудия и взорвать цитадель. Улицы, переулки, сакли и дома по всей дороге, которой шёл Краевский, были опять заняты неприятелем — и снова пришлось брать баррикады и сакли, очищать улицы и переулки. Окончив поручение, Краевский вернулся к Камеланским воротам, куда, между тем, явилась снова депутация от торгового сословия с просьбой прекратить огонь и с заявлением, что город сдаётся и если ещё не явились с покорностью все аксакалы и почётные граждане, то лишь потому, что заняты восстановлением порядка, успокоением черни и обезоруживанием забравшегося в город с разных сторон всякого сброда.
17 (29) июня 1865 к Черняеву явились аксакалы и все почётные жители и сдали город безусловно — и в городе водворилось полное спокойствие, так что на другой же день, Черняев со своим штабом и с конвоем только из 5 казаков спокойно проехал по некоторым улицам, был в центре, на базаре, и даже посетил нескольких именитых и особенно влиятельных ташкентцев.
В результате, отряд в 1300 бойцов при 10 орудиях взял штурмом громадный город 24 версты в окружности (не считая городских садов) с 100 тыс. населением, вооружённый 63 орудиями, обороняемый 30 тысячами защитников, из коих до 5 тысяч регулярной пехоты и до 10 тысяч кокандской кавалерии, затем два дня дрался на улицах города, взял штурмом до 40 баррикад, до 10 барбетов — и потерял убитыми 25 нижних чинов; ранеными 3 офицеров и 86 нижних чинов, контуженными 4 офицеров и 24 нижних чинов всего 142 человека; кроме того ранено и контужено около 15 человек милиции. Взято 63 орудия, 16 больших знамён, множество ружей, 2000 пудов пороха и 10 000 разных снарядов.
Такой успех объясняется в первую очередь безусловно личными качествами, присущими генералу Черняеву и его подчинённым, а также, по-видимому, скорее всего тем, что местная знать и жители Ташкента были недовольны властью кокандского хана, а в Ташкенте была сильная прорусская партия, выступавшая за более тесные экономические и политические связи с Российской империей.
Существует легенда, что 30 июня (12 июля) 1865 года представители Ташкентской знати принесли 12 золотых ключей от Ташкентских ворот в русский военный лагерь, который располагался неподалёку от Чимгана в предгорьях Тянь-Шаня, в 80 км на северо-восток от Ташкента. Сдача ключей была актом признания победы русской армии над Ташкентом.

## После завершения военных действий
После принятия капитуляции 17 (29) июня 1865 выделенные Черняевым части его отряда отправились подбирать крепостное и личное оружие, брошенное противником. Кроме этого, жители города собрали и сдали 20 пушек и около 300 ружей. В день капитуляции через Кашгарские и Кокандские ворота покинули Ташкент последние отряды гарнизона, защищавшего город. В частности, выехали в Бухару на службу к эмиру Сиддык-Тура и Арслан-Тура. Через Кукчинские и Самаркандские ворота ушла из города вместе со своими семьями и часть городской знати, из числа придерживавшихся бухарской или кокандской ориентации жителей, также и некоторые купцы. Некоторые же, например, Мухаммед Салих-бек Ахун, остались в городе, чтобы действовать в качестве агентов и эмиссаров бухарского эмира.

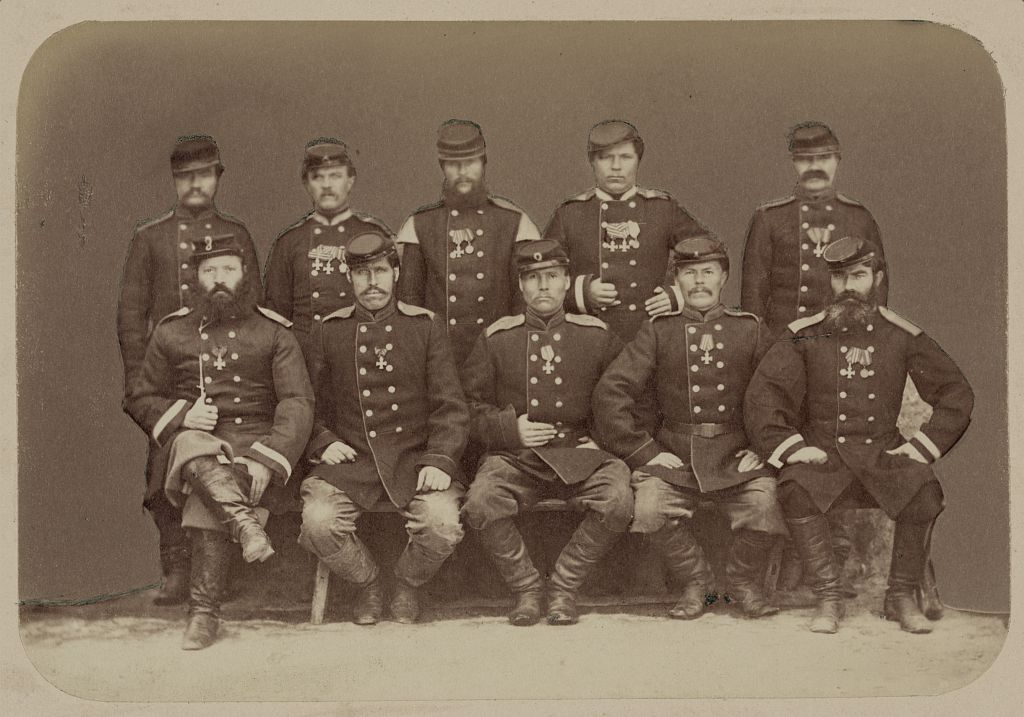
Георгиевские кавалеры, имеющие знаки отличия военного ордена за взятие Ташкента 18 июня 1865 года

После капитуляции города отряд Черняева сначала отошёл и стал лагерем в местности Чиль-Духтарзн (близ современного железнодорожного вокзала), а позже перебазировался на территорию городской Кокандской урды. Офицерский состав отряда расселился в уцелевших домиках бывшего Кашгарского района. Жители его, кашгарлыки, покинули Ташкент ещё в период боёв. Солдат поместили в казарменных постройках кокандского гарнизона. Черняев и его штаб находились в уцелевшем при пожаре доме внутри цитадели.
Все погибшие при штурме Ташкента русские воины были похоронены в братской могиле,.

Часовня у Камаланских ворот Ташкента. Фотография начала XX века

Позднее установилась традиция: ежегодно в годовщину штурма — 15 июня по установленному церемониалу из Военного собора отправлялся крестный ход к часовенке. В часовне на братской могиле всегда в присутствии генерал-губернатора и всех властей совершалась панихида по убиенным воинам, сопровождавшаяся пушечным салютом, после этого затем крестный ход возвращался в собор.
Политическую программу военной администрации Ташкента характеризует «договор», подписанный с одной стороны Черняевым, а с другой стороны представителями города — его старейшинами, который был переписан в четырёх копиях на узбекском языке для каждой из 4 даха — административных единиц города того времени, вывешенный на городском базаре Ташкента и доведённый до всеобщего сведения населения джарчами города — его глашатаями.
В договоре подчёркивалось, что жители города должны соблюдать все прежние законы и предписания, установленные исповедуемой ими мусульманской религией. Немедленно же и бесповоротно отменялось рабство и торговля людьми, имевшая место до того момента. Все «рабы» освобождались и становились свободными безо всяких условий.
Позднее, в сентябре 1865 года прибывший в Ташкент Оренбургский генерал-губернатор Н. А. Крыжановский предложил Черняеву способствовать тому, чтобы жители Ташкента сами выбрали себе главу города или создали городской совет по типу муниципалитета, о чём он также сообщил в своём личном обращении к жителям на торговой площади города. Однако, Черняев, к тому времени отказавшийся от своей первоначальной идеи об образовании независимого, но вассального России Ташкентского ханства, стал настаивать на немедленном присоединении города к Российской империи. В результате между Крыжановским и Черняевым произошёл спор. Сами жители Ташкента в своём обращении 18 сентября к представителям русских властей также просили о присоединении города к Российской империи.

## Заключение
Назначенный ещё ранее военным губернатором вновь образованной Туркестанской области, генерал Черняев готовился принять меры против враждебных предприятий бухарского эмира, который требовал очищения Ташкента, как принадлежавшего будто бы номинально Бухаре. В августе — октябре 1865 года на левом берегу канала Анхор напротив ворот Коймас (Катаган) крепостной стены «старого» Ташкента Черняевым была построена крепость. Также ожидались международные осложнения с британской дипломатией в давних спорах по Средней Азии. В связи с этими, а также некоторыми другими причинами в конце марта 1866 года Черняев был отозван, и на его место назначен генерал Романовский.
В некоторое время новому губернатору пришлось вести борьбу в окрестностях Ташкента с мелкими вооружёнными группами сторонников бухарского эмира под руководством Рустамбека, однако, после поражения армии эмира Бухары в Ирджарской битве, произошедшей 8 мая 1866 года, как в окрестностях города, так и в самом Ташкенте установилась относительно спокойная обстановка.
17 августа 1866 года оренбургский генерал-губернатор Н. А. Крыжановский вновь посетил Ташкент, и в этот раз после повторного обращения жителей города с просьбой о вхождении Ташкента в состав Российской империи объявил о принятии их в русское подданство.